# Joaquim da Costa Barradas
Joaquim da Costa Barradas (Maranhão, 18 de fevereiro de 1833 — Rio de Janeiro, 31 de janeiro de 1908) foi um juiz, desembargador e político brasileiro.
Filho de Joaquim da Costa Barradas e Maria Amália Bruce Barradas. 
Formou-se em Ciências Jurídicas e Sociais na Faculdade de Direito do Recife, em 1856.

## Vida profissional
Em decreto de 25 de abril de 1885, foi nomeado desembargador da relação de Goiás.
Foi nomeado ministro do Supremo Tribunal Federal, em 1893.
Exerceu o cargo de chefe de polícia da província do Maranhão, em 1872.
Em decreto de 10 de janeiro de 1874 foi nomeado vice-presidente do Maranhão.
Foi nomeado presidente da província do Ceará em 16 de março de 1886, tomando posse em 9 de abril, sendo exonerado em 21 de setembro de 1886. Foi nomeado presidente da província do Pará no dia 4 de setembro de 1886, tomando posse do cargo no dia 6 de outubro de 1886, sendo exonerado do mesmo em 17 de março de 1887.
Fez parte da comissão nomeada pelo governo para rever o projeto do código civil, em 1900.